# Stratiomys laevifrons
Stratiomys laevifrons är en tvåvingeart som först beskrevs av Friedrich Hermann Loew 1854.  Stratiomys laevifrons ingår i släktet Stratiomys och familjen vapenflugor. Inga underarter finns listade i Catalogue of Life.